# 숨은의령도롱뇽
숨은의령도롱뇽(학명: Hynobius perplicatus)은 도롱뇽의 일종이다. 한국의 고유종으로 그 분포는 북으로는 합천군, 남으로는 의령군과 산청군에 이른다. 2020년 신종으로 기재되었다.